# Jeff Freeman
Jeff Freeman (* vor 1970) ist ein US-amerikanischer Filmeditor. Er begann seine Laufbahn Ende der 1970er Jahre zunächst als Schnittassistent; seit 1985 ist er als eigenständiger Editor aktiv. Sein Schaffen im Bereich Filmschnitt umfasst mehr als 30 Produktionen.

## Filmografie
- 1985: Das fliegende Moped (The Dirt Bike Kid)
- 1988: Bulletproof – Der Tiger II (Bulletproof)
- 1988: Vision der Dunkelheit (Bad Dreams)
- 1988: Um jeden Preis (Favorite Son, Fernsehminiserie, 1 Folge Part One)
- 1988: Kid Glove’s last Fight
- 1989: Allein gegen Al Capone (The Revenge of Al Capone, Fernsehfilm)
- 1990: Von allen Geistern besessen! (Repossessed)
- 1992: Waterdance
- 1993: Aufruhr in Little Rock (The Ernest Green Story, Fernsehfilm)
- 1993: Verzweifelte Wut (A Family Torn Apart, Fernsehfilm)
- 1994: Deep Red (Fernsehfilm)
- 1994: Undercover Sarah (Deconstructing Sarah, Fernsehfilm)
- 1995: Mad Love – Volle Leidenschaft (Mad Love)
- 1996: Der Hexenclub (The Craft)
- 1997: Liebe aus zweiter Hand (The Only Thrill)
- 1997: Ein Engel spielt falsch (Angels in the Endzone)
- 1999: Eiskalte Engel (Cruel Intentions)
- 2000: Ghetto Superstar (Turn It Up)
- 2001: Glitter – Glanz eines Stars (Glitter)
- 2003: Frankie and Johnny Are Married
- 2003: The Brotherhood of Poland, New Hampshire (Fernsehserie)
- 2004: Tangled Up in Blue (Fernsehfilm)
- 2004: The L Word – Wenn Frauen Frauen lieben (The L Word, Fernsehserie, 2 Folgen)
- 2005: Kifferwahn (Reefer Madness, Fernsehfilm)
- 2005: Wild X-Mas (Just Friends)
- 2007: Day Break (Fernsehserie, 1 Folge)
- 2007: Nancy Drew – Girl Detective (Nancy Drew)
- 2008: Hamlet 2
- 2008: Harold & Kumar 2 – Flucht aus Guantanamo (Harold & Kumar Escape from Guantanamo Bay)
- 2008: Who’s Wagging Who? (Kurzfilm)
- 2009: No Heroics (Fernsehfilm)
- 2009: Der Kaufhaus Cop (Paul Blart: Mall Cop)
- 2009–2010: Castle (Fernsehserie, 4 Folgen)
- 2010: The Last Godfather
- 2012: Ted
- 2014: A Million Ways to Die in the West
- 2015: Ted 2
- 2018: Uncle Drew – Alle anderen sind Anfänger (Uncle Drew – Grab Your Squad and Go!)

## Auszeichnungen
- 2006: Nominierung für den Eddie Award, verliehen von American Cinema Editors in der Kategorie Bester Schnitt bei einer Mini-Serie oder einem Fernsehspielfilm für Kifferwahn
- 2013: Nominierung für den Eddie, verliehen von American Cinema Editors in der Kategorie Bester Filmschnitt – Komödie oder Musical für Ted